# Ziemowit Kosmowski
Ziemowit Kosmowski ps. Yan Shary, Ziemek, Ziemek Kosmowski, Ziemowit Kosmoski (ur. 5 maja 1960 w Łodzi) – polski muzyk rockowy, punk rockowy i bluesowy, członek zespołów Brak, Rendez-Vous, Phantom, Subway.

## Życiorys
W 1979 był gitarzystą w grupie Phantom. W 1980 założył zespół Brak, a w 1983 – Rendez-Vous. W latach 90. Kosmowski grał i pracował w Holandii, Belgii, Francji, Kanadzie i Niemczech. Po powrocie do Polski założył zespół Subway. W 2001 reaktywował Rendez-Vous. Hobbystycznie zajmuje się malarstwem. Mieszka przy ul. Wólczańskiej w Łodzi. W 2011 wraz z Wojciechem Waglewskim, Marcinem Gałażynem, Marianą Sadowską został nominowany do „Fryderyka” w kategorii Muzyka Świata/Folk Rock za płytę „Harmonia”. W 2020 nagrodzony nagrodą za osiągnięcia w dziedzinie twórczości artystycznej, upowszechniania i ochrony kultury. W 2022 wydał biograficzną książkę Wewnątrz i na zewnątrz. Phantom – BRAK obejmującą jego życiorys w okresie działalności w grupach Phantom i Brak.

## Dyskografia

### Brak
Albumy
- Brak (2006)
- Prawo (2022)[10]

Kompilacje różnych wykonawców
- Porzucona Generacja (1998) – utwory: „Na Bliskim Wschodzie”, „Przekłute powietrze”, „Teatr”, „Złoto”, „Pokolenie” i „Do wzięcia”

### Rendez-Vous
Albumy
- Rendez-Vous (1986)
- Raz dane (2017)[11]

Single
- „I na okrągło” (1985)
- „Kradnij mnie” (1986)[11]

Kompilacje różnych wykonawców
- Jeszcze młodsza generacja (1986) – utwór: „Na skrzyżowaniu ulic”[12]
- Music from Poland at Midem '86 (1987) – utwór: „Shiny–Wet” (anglojęzyczna wersja „Kradnij mnie”)[13]

### Subway
- Biegnę i płonę (1994)
- Grosz w kieszeni (1996)[5][14]

### Ziemek
- Ziemek (1989)[15]

### Ziemowit Kosmowski
- Paryż, Wiedeń… Łódź (2000)
- Harmonia (2011) wraz z W. Waglewskim, M. Gałażynem, M. Sadovską[16]

## Publikacje
- Z. Kosmowski, Wewnątrz i na zewnątrz. Phantom – BRAK, 2022, ISBN 978-83-61637-23-3[9].

## Odznaczenia
- 2024 – brązowy medal „Zasłużony Kulturze Gloria Artis”[17]